# لیتل راک (آیووا)
لیتل راک (به انگلیسی: Little Rock) شهری در ایالت آیووا کشور ایالات متحده آمریکا است که جمعیت آن در سرشماری سال ۲۰۱۰ میلادی، ۴۵۹ نفر بوده‌است.